# El naufragio de la relación
El naufragio de la relación, llamado The Wreck of the Relationship en su versión original, es un episodio perteneciente a la vigesimosexta temporada de la serie animada Los Simpson, emitido originalmente el 5 de octubre de 2014 en EE. UU.. El episodio fue escrito por Jeff Westbrook y dirigido por Chuck Sheetz.

## Sinopsis
Bart le falta el respeto a su padre Homer y a su autoridad, en primer lugar, al negarse a poner en orden su habitación y luego negándose a comer brócoli. Homer decide sentarse en la mesa hasta que Bart se coma su brócoli. Marge envía a los dos a un "Buque de Relación" con el Capitán Bowditch (Nick Offerman), donde pueden resolver sus problemas de relación. Bart se destaca en el barco y lo nombran segundo al mando, pero Homer es detestado. El capitán, recuperándose del alcoholismo, ve a Homer beber una botella de ron y se une, para embriagarse. Una tormenta comienza, y Bart está a cargo de la nave debido a la intoxicación del capitán; Homer se niega a aceptar la autoridad de Bart hasta que finalmente se come el brócoli. La tripulación es dirigida a un lugar seguro del barco.
Mientras tanto, como Homer no podía moverse de la mesa cuando Bart se negaba a comer brócoli, Marge tuvo que redactar el equipo favorito de fútbol fantasia de Homer (llamado "en algún lugar sobre el Dwayne Bowe") a pesar de no saber nada de este deporte. Desanimada por los insultos de los amigos de su marido, Marge y Lisa estudian en detalle la dinámica del fútbol y terminan  ganando la Liga de la fantasía.

## Producción

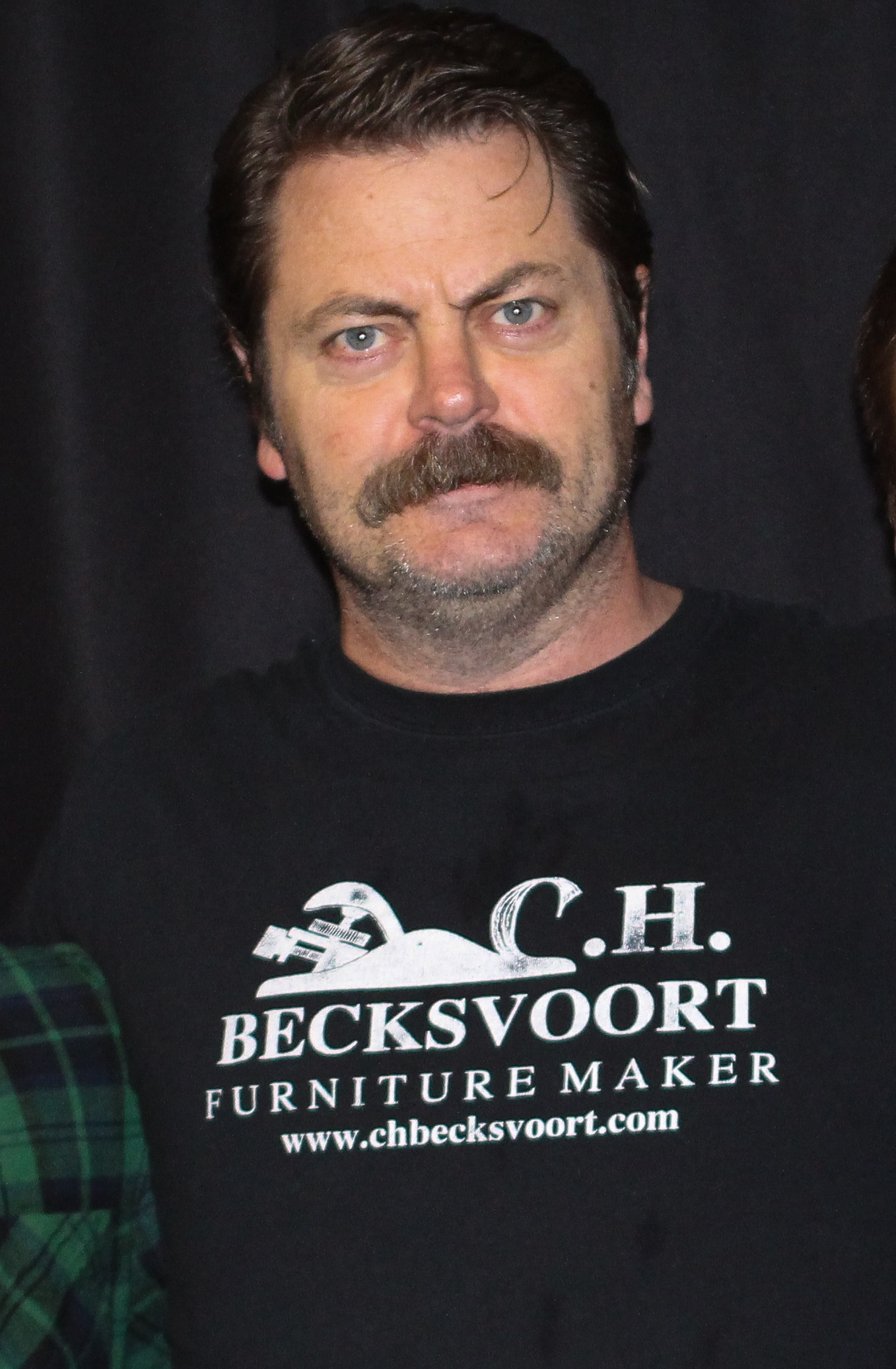
Nick Offerman es el actor de voz del Capitán.

En una entrevista con Entertainment Weekly, el actor de Parks and Recreation, Nick Offerman, reveló que había sido recomendado para la voz del Capitán Bowditch por Mike Scully, un escritor de Los Simpson y Parks and Recreation. Offerman pensó que nunca sería invitado a un episodio de la serie: "Ellos están escribiendo papeles para Paul McCartney" bromeó. Debido a su interés por la literatura naval, declaró que estaba encantado de tener el rol de un marinero.

## Recepción

### Crítica
Dennis Perkins de The A.V. Club le dio al episodio una B, llamando al hábito de la serie de confiar en los argumentos familiares "tanto un recurso infinito como una maldición". Él escribió que "Bowditch no tiene mucha personalidad, y las payasadas en el barco son benignamente ordinarias... Apu, Ned, Cletus, y algunos hijos están en el viaje, pero no contribuyen mucho, tampoco". Sin embargo, elogió el argumento subordinado debido a las reacciones de Marge frente a un juego dominado por los hombres.

### Audiencia
El episodio recibió una audiencia de 4.270.000, la más alta en Fox esa noche.